# 30 juli
30 juli är den 211:e dagen på året i den gregorianska kalendern (212:e under skottår). Det återstår 154 dagar av året.

## Återkommande bemärkelsedagar

### Nationaldagar
- Marockos nationaldag (egentligen ”Trondagen”, dagen då en ny monark installeras i sitt ämbete)
- Vanuatus nationaldag (till minne av självständigheten från Storbritannien och Frankrike 1980)

## Namnsdagar

### I den svenska almanackan
- Nuvarande – Algot
- Föregående i bokstavsordning
  - Abdon – Namnet fanns, till minne av Abdon en kristen martyr i Persien på 200-talet, på dagens datum före 1901, då det utgick. 1986 infördes det på 18 december, men utgick 1993.
  - Algot – Namnet infördes på dagens datum 1901 och har funnits där sedan dess.
  - Helena – Namnet förekom, till minne av Skövdes skyddshelgon, tidvis på dagens datum före 1901, eftersom hon firades i Skara stift denna dag. De övriga svenska stiften firade henne på 31 juli och därför har namnet också varit vanligast där. 1901, när det sedan länge hade funnits på just 31 juli, flyttades det till 18 augusti, där det fanns fram till 2001, då det flyttades tillbaka till 31 juli.
  - Margot – Namnet infördes på dagens datum 1986, men flyttades 2001 till 15 juni.
  - Vilgot – Namnet infördes på dagens datum 1986, men flyttades 1993 till 22 mars och utgick 2001.
- Föregående i kronologisk ordning
  - Före 1901 – Abdon och Helena
  - 1901–1985 – Algot
  - 1986–1992 – Algot, Margot och Vilgot
  - 1993–2000 – Algot och Margot
  - Från 2001 – Algot
- Källor
  - Brylla, Eva (red.): Namnlängdsboken, Norstedts ordbok, Stockholm, 2000. ISBN 91-7227-204-X
  - af Klintberg, Bengt: Namnen i almanackan, Norstedts ordbok, Stockholm, 2001. ISBN 91-7227-292-9

### Finlandssvenska almanackan
- Nuvarande från 1929[1] – Asta
- I föregående revideringar[a][2]
  - inga ändringar sedan 1929

## Händelser
- 657 – Sedan Eugenius I har avlidit 2 juni väljs Vitalianus till påve.[3] Under sitt pontifikat fortsätter han påvarnas försök att försonas med den bysantinske kejsaren i Konstantinopel och att åter försöka sammanjämka de katolska och ortodoxa kyrkorna, vilket dock misslyckas.
- 762 – Den abbasidiske kalifen Al-Mansur grundar en stad vid floden Tigris på platsen där det tidigare har legat en kristen by. Staden får namnet Bagdad (arabiska för ”Rättvisans boning”) och sex år senare blir den kalifens residensstad och därmed huvudstad i det abbasidiska kalifatet. Staden blir snart ett viktigt kulturellt, kommersiellt och intellektuellt centrum i den muslimska världen. Under högmedeltiden är staden med sina 1,2 miljoner innevånare världens största stad, men hämtar sig aldrig efter den mongoliska erövringen 1258. När Irak blir självständigt 1938 blir Bagdad dess huvudstad och återfår sedermera något av sin centrala roll inom arabisk kultur.
- 1419 – Sju rådsmedlemmar i Prag blir dödade genom stadens första defenestration, då den husitiske upprorsmannen Jan Žižka låter kasta ut dem genom ett fönster i Prags rådhus, eftersom de vägrar frige några husitiska fångar. Händelsen blir den tändande gnistan till husiterkrigen, som utbryter strax därefter och är kulmen på det folkliga missnöjet med kyrkan efter reformatorn Jan Hus avrättning 1415. Krigen varar till 1436 och slutar med husiternas nederlag.
- 1810 – En urtima riksdag öppnas i Örebro, där den viktigaste frågan är att välja en ny svensk tronföljare. Den danske prinsen Karl August, som har valts året innan, har två månader tidigare avlidit genom slaganfall och den nuvarande regenten Karl XIII är gammal och barnlös. Det finns flera kandidater och de flesta är inne på att välja Karl Augusts bror Fredrik Kristian. Det finns dock krafter som verkar för att den franske marskalken Jean Baptiste Bernadotte ska bli vald och den 11 augusti blir utrikesstatsminister Lars von Engeström övertygad om de ekonomiska och militära fördelarna med marskalken. Även kungen, som tidigare har varit emot Bernadotte, ändrar sig och den 18 augusti väljs denne till svensk tronföljare. Som kronprins tar han det mer svenskklingande namnet Karl Johan, men lär sig aldrig svenska.
- 1912 – Den japanske kejsaren Mutsuhito, som har suttit på tronen sedan 1867 och under denna tid upplevt Japans förvandling från tillslutet och feodalt medeltidssamhälle till modern industrination, avlider vid 59 års ålder. Han efterträds av sin son Yoshihito, som blir en tämligen obemärkt och okänd kejsare (hans styre varar till hans död 1926). Efter att ha haft hjärnhinneinflammation som barn har han kraftigt nedsatt hälsa, både fysiskt och psykiskt och man gör därför vad man kan, för att allmänheten inte ska se honom i det tillståndet, då den japanske kejsaren dyrkas som en ofelbar gud. Från och med 1919 åtar han sig inga fler politiska uppdrag och hans son Hirohito blir riksföreståndare.
- 1914 – Sedan Ryssland dagen före har beordrat partiell mobilisering mot Österrike-Ungern skickar Tyskland denna dag en not till Ryssland om att avbryta mobiliseringen. Den ryska mobiliseringen har inletts sedan Österrike-Ungern den 28 juli har gått i krig mot Serbien, som Ryssland är allierat med och för att inte oroa Tyskland mobiliserar Ryssland alltså bara mot Österrike-Ungern. Detta hjälper dock inte och redan samma dag inleder Tyskland allmän mobilisering. Detta leder i sin tur till allmän rysk mobilisering dagen därpå, på vilket i sin tur leder till en tysk krigsförklaring mot Ryssland.
- 1930 – Uruguay besegrar Argentina med 4–2 i finalen av årets fotbolls-VM. Eftersom detta är det första världsmästerskapet som anordnas inom denna sport blir Uruguay därmed de första världsmästarna inom fotboll någonsin. Uruguay har också stått som värd för mästerskapet, dels för att laget är regerande olympiska mästare inom fotboll, dels för att landet detta år firar 100 år som självständig stat. Vid nästa fotbolls-VM (1934) deltar dock inte Uruguay alls, eftersom de bojkottar tävlingen.
- 1932 – Olympiska sommarspelen 1932 invigs i Los Angeles av vicepresident Charles Curtis.
- 1975 – Den amerikanske fackföreningsledaren Jimmy Hoffa försvinner spårlöst utanför Machus Red Fox-restaurangen i Bloomfield Hills i Michigan. Då hans kropp aldrig återfinns uppstår flera olika teorier om vad som kan ha hänt honom, men inget har kunnat bevisas. Före försvinnandet har han själv sagt, att han vid restaurangen ska träffa två maffiamedlemmar. Omfattande undersökningar under de följande åren ger inget resultat och det kan bevisas att de båda maffiamedlemmarna inte var i närheten av restaurangen denna dag. Dessutom förnekar de, att de ska ha avtalat möte med Hoffa. 1982 blir han samma dag dödförklarad i sin frånvaro och än idag (2025) är han försvunnen och försvinnandet ett mysterium.
- 1980 – Ögruppen Vanuatu i sydvästra Stilla havet blir självständig från Frankrike och Storbritannien, som i nära 100 år har styrt den gemensamt, efter att de har erövrat den från Spanien, som då hade styrt den sedan början av 1600-talet. Frågan om självständighet har drivits sedan mitten av 1970-talet och den uppnås genom det kortvariga så kallade Kokosnötskriget.
- 2003 – Det sista exemplaret av den traditionella typen av bilmodellen Volkswagen Typ 1, vars kännetecken är att den har motorn placerad bak och i Sverige har blivit känd som ”Bubblan”, produceras i Mexiko. Det har då gått nästan 70 år sedan det första exemplaret producerades i Tyskland (1934) på order av Adolf Hitler, för att den skulle bli en tysk ”folkbil”. Efter andra världskriget har produktionen flyttat runt till olika länder, men läggs ner i Europa 1978, varpå den fortsätter i Brasilien och slutligen Mexiko. När produktionen läggs ner har man producerat totalt 21 529 464 exemplar av modellen, varav det sista skickas till Tyskland för att placeras i Volkswagens museum i Wolfsburg.
- 2008 – Den förre serbiske politikern Radovan Karadžić, som har blivit arresterad den 21 juli, då han sedan 1995 är misstänkt för krigsförbrytelser under Bosnienkriget, utlämnas till krigsförbrytartribunalen i Haag i Nederländerna. Rättegången mot honom inleds där dagen därpå, men kommer att pågå i över sex år. Den 29 september 2014 inleds slutpläderingen och den 24 mars 2016 döms han för folkmord, krigsbrott och brott mot mänskligheten till 40 års fängelse.

## Födda
- 1610 – Lorens von der Linde, svensk militär, riksråd och fältmarskalk
- 1772 – Johan Erik Brooman, svensk operasångare och skådespelare
- 1796 – Nils Nordlander, svensk kyrkoherde och politiker, kunglig hovpredikant
- 1818 – Emily Brontë, brittisk författare
- 1832 – William H. Wickham, amerikansk demokratisk politiker
- 1837 – Signe Hebbe, svensk skådespelerska, teaterpedagog och operasångerska
- 1838 – Henry A. du Pont, amerikansk republikansk politiker, militär och affärsman, senator för Delaware
- 1843 – William Hodges Mann, amerikansk demokratisk politiker, guvernör i Virginia
- 1854 – John Sharp Williams, amerikansk demokratisk politiker, senator för Mississippi
- 1863 – Henry Ford, amerikansk biltillverkare och industrialist, VD för Ford Motor Company
- 1875 – K.G. Ossiannilsson, svensk författare och översättare
- 1880 – Elisabeth Tamm, svensk politiker och feminist
- 1886 – Eberhard Hempel, tysk arkitekturhistoriker, professor och författare
- 1898 – Henry Moore, brittisk modernistisk skulptör
- 1903 – Arnold Sjöstrand, svensk skådespelare och regissör
- 1909 – C. Northcote Parkinson, brittisk historiker och författare
- 1911 – Rune Halvarsson, svensk skådespelare och imitatör
- 1914 – Birger Norman, svensk socionom, diktare, författare och samhällsdebattör
- 1916 – Sven Björkman, svensk skådespelare, författare, kåsör, manusförfattare, kompositör, sångtextförfattare
- 1924 – Hugh Gallen, amerikansk demokratisk politiker, guvernör i New Hampshire
- 1927 – Richard Johnson, brittisk skådespelare
- 1929 – Else-Merete Heiberg, norsk skådespelare
- 1931 – Håkan Winberg, svensk moderat politiker, Sveriges justitieminister
- 1936 – Ann Lundgren, svensk skådespelare
- 1939 – Peter Bogdanovich, amerikansk filmregissör
- 1940 – Magdalena Ribbing, svensk journalist och författare
- 1941 – Paul Anka, kanadensisk-amerikansk sångare, låtskrivare och skådespelare
- 1944 – Peter Bottomley, brittisk konservativ politiker, parlamentsledamot
- 1945
  - Patrick Modiano, fransk författare, mottagare av Nobelpriset i litteratur 2014
  - David Sanborn, amerikansk jazzmusiker
- 1947
  - Françoise Barré-Sinoussi, fransk virolog, mottagare av Nobelpriset i fysiologi eller medicin 2008
  - Arnold Schwarzenegger, österrikisk-amerikansk kroppsbyggare och skådespelare, guvernör i Kalifornien
- 1948 – Jean Reno, fransk skådespelare
- 1953 – Anne Linnet, dansk kompositör och sångare
- 1954 – Ken Olin, amerikansk regissör och skådespelare
- 1958 – Kate Bush, brittisk sångare
- 1961 – Laurence Fishburne, amerikansk skådespelare, pjäsförfattare, regissör och producent
- 1963 – Lisa Kudrow, amerikansk skådespelare
- 1964 – Jürgen Klinsmann, tysk fotbollsspelare och -tränare
- 1970 – Christopher Nolan, brittisk-amerikansk regissör, manusförfattare och producent
- 1973 – Markus Näslund, svensk ishockeyspelare
- 1974 – Hilary Swank, amerikansk skådespelare
- 1977 – Jaime Pressly, amerikansk skådespelare
- 1982
  - Rebecca Stephens, brittisk sångare
  - Yvonne Strahovski, amerikansk skådespelare
- 1984 – Gina Rodriguez, amerikansk skådespelare
- 1992 – Fabiano Caruana, amerikansk-italiensk schackspelare
- 1993 – André Gomes, portugisisk fotbollsspelare
- 1999 – Joey King, amerikansk skådespelare

## Avlidna
- 579 – Benedictus I, påve
- 1771 – Thomas Gray, 54, brittisk poet och historiker
- 1775 – Daniel Heinrich Arnoldt, 68, tysk teolog
- 1784 – Denis Diderot, 70, fransk filosof och författare
- 1824 – John Smith, amerikansk demokratisk-republikansk politiker, senator för Ohio
- 1869 – Isaac Toucey, 76, amerikansk demokratisk politiker, USA:s justitieminister och marinminister
- 1872 – John Henry Hubbard, 68, amerikansk politiker, kongressledamot
- 1898 – Otto von Bismarck, 83, preussisk-tysk statsman och politiker, Tysklands rikskansler med smeknamnet ”Järnkanslern”
- 1912 – Mutsuhito, 59, Japans kejsare
- 1916 – Albert Neisser, 61, tysk bakteriolog och dermatolog
- 1917 – Paul Gerdt, 72, rysk dansör och koreograf
- 1926 – Albert B. Cummins, 76, amerikansk republikansk politiker, guvernör i Iowa och senator för samma delstat
- 1927 – Edmond Noel, 71, amerikansk demokratisk politiker, guvernör i Mississippi
- 1928 – John Christopher Cutler, 82, amerikansk republikansk politiker, guvernör i Utah
- 1942 – Jimmy Blanton, 23, amerikansk jazzmusiker
- 1951 – Knut Frankman, 72, svensk skådespelare
- 1958 – Nils Ohlin, 63, svensk skådespelare och instrumentmakare
- 1962 – David Söderholm, 78, svensk målare
- 1964 – Clair Engle, 52, amerikansk demokratisk politiker, senator för Kalifornien
- 1967 – Alfried Krupp von Bohlen und Halbach, 59, tysk vapentillverkare och krigsförbrytare
- 1975 – Ragnvi Lindbladh, 51, svensk skådespelare
- 1977 – Jürgen Ponto, 53, tysk bankchef
- 1983
  - Lynn Fontanne, 95, brittisk skådespelare
  - Wiveka Alexandersson, 87, svensk skådespelare
- 1996 – Claudette Colbert, 92, fransk-amerikansk skådespelare
- 2001 – Anton Schwarzkopf, 77, tysk bergochdalbanekonstruktör
- 2003 – Sam Phillips, 80, amerikansk skivproducent, grundare av skivbolaget Sun Records
- 2004
  - Vivica Bandler, 87, finländsk teaterregissör, manusförfattare och teaterchef
  - György Vízvári, 75, ungersk vattenpolospelare
- 2007
  - Ingmar Bergman, 89, svensk film- och teaterregissör, manusförfattare, teaterchef, dramatiker och författare
  - Michelangelo Antonioni, 94, italiensk filmregissör
- 2009 – Muhammed Yusuf, 39, nigeriansk sekt- och islamistledare
- 2011 – Mario Echandi Jiménez, 96, costaricansk politiker, Costa Ricas president
- 2012
  - Maeve Binchy, 73, irländsk författare
  - Stig Ossian Ericson, 88, svensk skådespelare
  - Jonathan Hardy, 71, nyzeeländsk skådespelare och manusförfattare
- 2013 – Harry F. Byrd Jr., 98, amerikansk politiker, senator (Virginia)
- 2015 – Lynn Anderson, 67, amerikansk countrysångare
- 2022 – Pat Carroll, 95, amerikansk skådespelare
- 2023 – Viljo Rasila, 97, finländsk historiker